# 第15回都市対抗野球大会
第15回都市対抗野球大会（だい15かいとしたいこうやきゅうたいかい）は、1941年8月に実施することが予定されていた都市対抗野球大会である。

## 概要
- 日中戦争の戦況は激しさを増しており、野球を取り巻く環境も日に日に悪くなっていった。
- 今大会は予定通り開催する予定で、7月20日に太田市で行われた関東地区予選で出場17チームが決まったが、その直後、集会禁止令が発令され、球場に満員の人を集める都市対抗野球大会もその対象とされ、大会中止が余儀なくされた。
- そのため大会は開催直前にして中止となった。しかし、回次は残されたため、第14回大会と第16回大会に出場したチームは「連続出場」とは認められない。また、今大会は開催されなかったため、予選を突破しても大会出場にはカウントされない。全古河、呉建築、上海華中鉄道の3チームはその後予選を突破することがなかったため、予選を突破しておきながら都市対抗の晴れ舞台に一度も立つことが出来なかったチームとなった。

## 「幻の」出場チーム
- 函館市・函館太洋倶楽部
- 仙台市・仙台鉄道局
- 太田市・太田雄飛
- 東京市・藤倉電線
- 横浜市・全古河
- 新潟市・日東紡
- 名古屋市・東邦瓦斯
- 大阪市・中山製鋼
- 姫路市・日鉄広畑

- 神戸市・神戸税関
- 呉市・呉建築
- 八幡市・八幡製鉄
- 台南市・台南州団
- 京城府・全京城
- 大連市・大連実業団
- 新京市・新京電電
- 上海市・上海華中鉄道